# Дихтяр Марія Володимирівна
Марі́я Володи́мирівна Дихтя́р (1981, с. Борок — 2 вересня 2024) — українська військовослужбовиця, капітан медичної служби, учасниця російсько-української війни.

## Життєпис
Народилася 1981 року в селі Борок Червоноградського району Львівської області. Працювала медиком. У 2015 після тяжких боїв під Дебальцевим де були її друзі вирішила піти допомагати війську. Була учасником АТО, три роки — начальницею медичної служби у 25-му окремому мотопіхотному батальйоні «Київська Русь», займалася організацією надання допомоги. Вона врятувала сотні життів побратимів, іноді вивозила хлопців з-під обстрілів, ризикуючи своїм життям. Перебувала у війську до 2018-го року.
У мирному житті працювала лікарем. В перші дні повномасштабної російсько-української війни знову пішла працювати військовим медиком. Служила у 63-му Окремому Батальйоні Сил ТрО Збройних сил України.
2 жовтня 2023 року, Указом Президента за особисту мужність, виявлену у захисті державного суверенітету та територіальної цілісності України, самовіддане виконання військового обов'язку, орденом «За мужність» III ступеня нагороджена жителька села Борок — Дихтяр Марія Володимирівна. Нагороду вона отримала в зоні бойових дій з рук Президента України Володимира Зеленського.
Вдома, у селі Борок, у полеглої медикині залишились мама Іванна Михайлівна та син Володимир.
Похорон відбувся 5 вересня 2024. Похована на кладовищі в с. Тартаків.

## Нагороди
- Орден За мужність III ступеня[5].
- Медаль «За врятоване життя»[6].